# 등지 (오호 십육국)
등지(鄧至)는 "등지강(鄧至羌)", "백수강(白水羌)"이라고 하는 중국 남북조 시대에 강족이 세운 정권이다. 구지의 서쪽, 탕창의 남쪽에 위치했다. 도성은 등지성(현재의 쓰촨성 주자이거우 현 서쪽)이다. 수장의 성씨는 "상(像)"이라고 했다.
백수 추장 상서치가 왕을 칭해 북위 효문제에게 사자를 보내 용양장군 등지왕(龍驤將軍鄧至王)에 봉해진 것을 초대로 한다. 남조에 대해서는 대대로 지절 평북장군 서량주자사(持節平北將軍西涼州刺史)를 칭했다. 502년 상서팽이 양나라에 사자를 보내 독서량주제군사 안북장군(督西涼州諸軍事安北將軍)의 직위를 받았다. 554년 상첨항이 실각하고 서위로 도망쳤는데 우문태가 장무공 우문도에게 군사를 이끌어 그를 호송케 해 복위케 했다. 그 뒤의 일은 사료에 실려있지 않지만 북주가 서위를 대신한 이후 그 땅에 등주(鄧州)가 설치됐기 때문에 늦어도 이 때에는 등지가 멸망했다고 여겨진다.

## 등지의 군주
- 상서치(像舒治, 430년 - ?)
- 상서자(像舒者)
- 상굴탐(像屈耽)

이후 3대 세계 불명
- 상서팽(像舒彭, 502년 - 509년)
- 상남제(像覽蹄, 509년 - ?)

이후 2대 세계 불명
- 상첨항(像檐桁, ? - 554년)